# Croce Rossa austriaca

il simbolo della Croce Rossa

La Croce Rossa austriaca è la società nazionale di Croce Rossa dell'Austria, stato dell'Europa centrale.

## Denominazione ufficiale
- Österreichisches Rotes Kreuz, (abbreviato ÖRK) in tedesco, idioma ufficiale del paese;
- Austrian Red Cross, in lingua inglese, utilizzata internazionalmente.